# Geografia humana

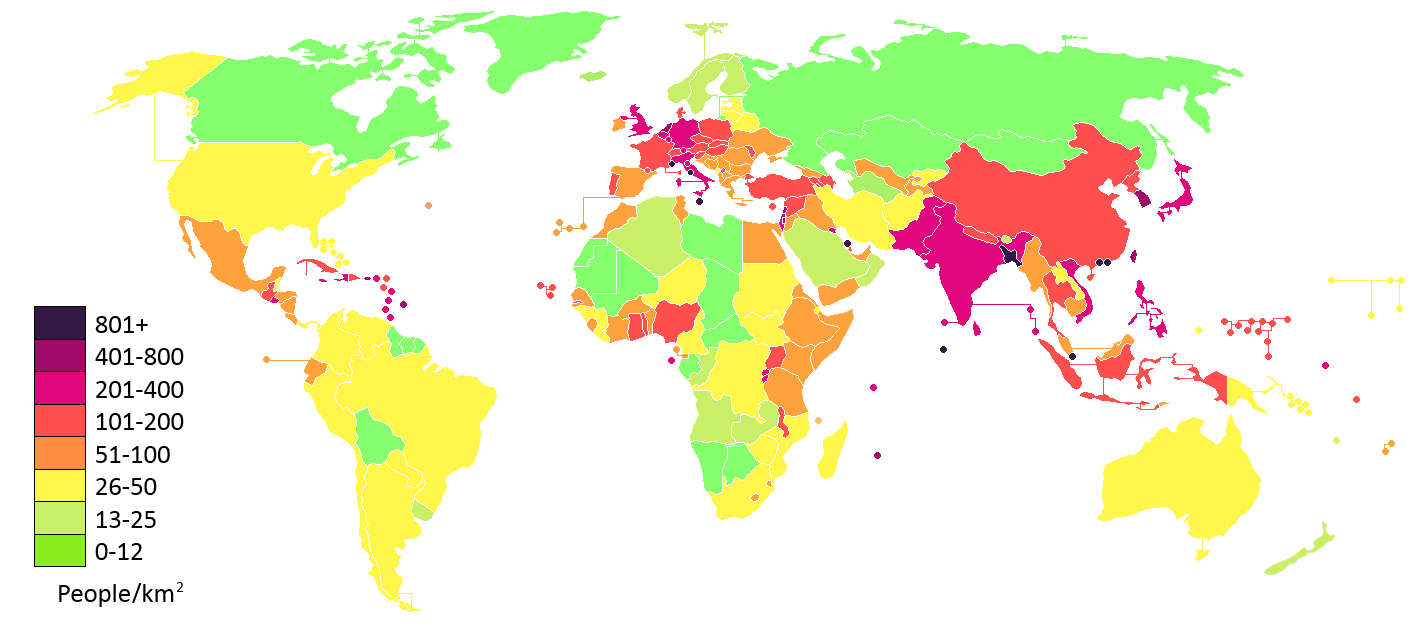
Densidade da população mundial, 2006

Geografia humana é uma ciência humana que se consagra ao estudo e à descrição da interação entre a sociedade e o espaço. Ela ajuda o homem a entender o espaço em que vive, o espaço geográfico. Pode-se compreender o objeto da geografia humana como sendo a leitura crítica das ações, usos e transformações humanas sobre o espaço, assim como a incidência e o condicionamento exercidos pelo espaço sobre a sociedade e suas ações.

## TeoriaeMetodologiaem Geografia Humana/Epistemologiada Geografia Humana
Dentro de cada campo da geografia humana se pode utilizar diferentes abordagens filosóficas para a pesquisa; por isso um geógrafo humano pode ser um geógrafo urbano marxista ou um geógrafo urbano feminista, etc. Tais abordagens são:
- Geografia do comportamento
- Geografia crítica
- Geografia feminista
- Geografia marxista

### Unidade básica de estudo
Uma grande pergunta na geografia humana é se existe uma unidade básica de estudos (ou escala "geral") para estudar/analisar o espaço, e qual seja esta unidade. A pergunta é: como delimitar o espaço para que a sua análise seja mais fácil?
Exemplos de escalas básicas de geografia humana podem ser:
- Habitat;
- Local;
- Lugar;
- Meio (meio ambiente, meio cultural,...);
- Paisagem; a paisagem é um campo visual;
- Região; a região é uma unidade de estudo tradicional (geografia regional francesa, Roger Brunet); a "região" contém uma ideia de homogeneidade (por exemplo a região amazônica está principalmente coberta por mata); a região como unidade básica nos estudos da geografia humana foi criticada por Pierre Bourdieu na sua obra Poder simbólico;
- Território: o território sendo uma área de jurisdição duma autoridade (no caso do Brasil por exemplo município, estado e federação; o território contém a conceição tradicional de poder (geografia política); o território e é uma construção militar, jurídica e ideológica; o "fora do território" se chama extraterritorialidade ou territórios em disputa; o território é uma escala fundamental;
- Urbano.

### Método
Como em todas as ciências, na geografia humana se utilizam métodos e conceitos que servem para soster teorias.
Segundo Ron Johnston, existem três grupos de métodos na geografia humana: o "positivista", o "humanístico-hermenêutico", e o "estrutural". Outros métodos em geografia podem ser (lista não exaustiva):
- método estruturalista;
- método fenomenológico - utilizado na geografia humanista;
- método funcionalista;
- método marxista - principal influência da geografia crítica;
- método neopositivista - utilizado na geografia quantitativa;
- método da teoria de sistemas - como o anterior, é utilizado na geografia quantitativa.

## Geografia Física
A Geografia Física é o estudo das características naturais existentes na superfície terrestre, ou seja, o estudo das condições da natureza observados na paisagem natural. Envolve a hidrografia, paleogeografia, geomorfologia, oceanografia, pedologia, glaciologia, biogeografia e climatologia.
Há, porém, cada vez mais uma preocupação em acoplar à análise puramente "física" a influência humana no substrato físico; de fato, vale dizer que o ser humano, é hoje um dos grandes agentes transformador da superfície terrestre.
Esta área da Geografia estuda os seguintes campos:
- Clima: Clima árido, Clima polar, Clima semiárido, Clima subtropical, Clima tropical, Clima tropical úmido.
- Vegetação (biomas): Floresta tropical, Taiga, Deserto, Estepe, Savana.
- Relevo: Planalto, Serra, Depressão, Planície, Altitude, Declividade, Orientação de vertentes.
- Corpos de água: Oceanos, Mares, Rios, Lagos, Albufeiras, Golfos e Baías, Bacias hidrográficas, Cataratas.
- Configuração geral da superfície da Terra: Continentes, Ilhas, Oceanos e Mares.
- Solos: Distribuição espacial dos solos.
- Glaciologia: Estuda as massas de gelo da Terra.
- Paleogeografia: Estuda os processos e as estruturas que existiram na superfície da Terra em épocas geológicas passadas.

### Conceitos
Os conceitos utilizados necessitam ter seu conteúdo ontológico e sua capacidade analítica bem explicados para poderem sustentar as teorias na geografia humana.
Conceitos gerais na geografia humana são (lista não exaustiva):
- espaço;
- Estado-nação;
- fronteira;
- habitat;
- lugar;
- paisagem;
- povo;
- região;[2]
- território.

Conceitos específicos para soster teorias específicas criados por autores relevantes são (lista não exaustiva):
- Aldeia global (de Marshall McLuhan);
- Choque de civilizações (de Samuel Huntington;
- Comunidade imaginada (de Benedict Anderson);
- Globalização;
- Orientalismo (de Edward Said).

Outros conceitos:
- Indigenismo;
- Indigenização;
- Nacionalismo;
- regionalismo.

## Campos da geografia humana
Como a geografia humana estuda a própria sociedade através do espaço (ou a espacialidade da vida social), as dimensões do estudo da geografia humana são as dimensões básicas da sociedade, ou seja a dimensão económica, a dimensão política, e a dimensão cultural da sociedade, entre outras coisas; resultam a geografia económica, a geografia política, e a geografia cultural, entre outros campos da geografia humana:
| Campos da geografia humana       | Campos relacionados   |
| -------------------------------- | --------------------- |
| Geografia econômica              | Economia              |
| Geografia cultural               | Antropologia          |
| Geografia do Trabalho            | Sociologia e Economia |
| Geografia social                 | Sociologia            |
| Geografia histórica              | História              |
| Geografia rural                  | agronomia             |
| Geografia ambiental              | Estudos ambientais    |
| Geografia médica                 | Medicina e Saúde      |
| Geografia política e Geopolítica | Ciência política      |
| Geografia estratégica            | Geoestratégia         |
| Urbanismo                        | Arquitectura          |
| Ecologia humana                  | Geografia humana      |

## Geógrafos importantes na geografia humana
- Milton Santos (1926-2001).
- Carl Ritter (1779 – 1859);
- Paul Vidal de la Blache (1845 - 1918) - Fundador da Escola Francesa de Geopolítica e possibilismo;
- Sir Halford John Mackinder (1861 – 1947);
- Carl O. Sauer (1889 – 1975) - Crítico do determinismo geográfico;
- Walter Christaller (1893 – 1969);
- Richard Hartshorne (1899 – 1992);
- Josué de Castro (1908-1973);
- Torsten Hägerstrand (1916 - 2004);
- Waldo R. Tobler (*1930);
- David Harvey (*1935);
- Edward Soja (*1941);
- Doreen Massey (*1944);
- Nigel Thrift (*1949);
- Elisée Reclus (1830-1905)